# Casino l'Aliança
El Casino l'Aliança és un edifici del Poblenou de Barcelona catalogat com a bé amb elements d'interès (categoria C). És la seu de l'Aliança del Poblenou.

## Història
L'Aliança del Poblenou és una entitat de caràcter recreatiu, cultural i social fundada el 19 de setembere de 1869 al municipi de Sant Martí de Provençals.
Durant la Dictadura de Primo de Rivera, el casal va ser clausurada un mínim de sis vegades per separatista. El 1928 els socis es van separar entre monàrquics i nacionalistes. I aquests darrers van promoure a partir de 1928 la seu actual sota la direcció de l'arquitecte Amadeu Llopart i Vilalta (1888-1970), tot i que les obres no es van acabar fins al 1944. Es a partir del nou edifici quan l'entitat va passar a denominar-se Casino L'Aliança del Poblenou.
També s'hi projectà l'habitatge del porter, aules destinades a l'ensenyament diurn i nocturn de nens i adults. Actualment, l'edifici acull les dependències de la societat i el teatre.

## Descripció
La façana és de caràcter monumentalista amb elements de l'arquitectura clàssica i seguint un ordre simètric. Al centre de la façana s'ubica la magnífica porta principal d'accés amb una gran obertura d'arc rebaixat i dues columnes de la sustenten en el seu interior. L'ús d'elements formals classicistes, com el frontons triangulars de les finestres del primer pis flanquejades per pilatres estriades amb capitells jònics, el sòcol que abasta tota la planta baixa o la balaustrada de la barana del primer pis, tot seguint una composició perfectament geomètrica i simètrica, li aporta un caràcter solemne com a representant d'una societat cultural.